# Siergiej Gładyszew
Siergiej Jegorowicz Gładyszew (ros. Сергей Егорович Гладышев; ur. 9 grudnia 1960, Rosyjska FSRR) – rosyjski piłkarz, grający na pozycji pomocnika, a wcześniej napastnika oraz obrońcy.

## Kariera piłkarska

### Kariera klubowa
W 1986 rozpoczął karierę piłkarską w Szynniku Jarosławl, skąd w następnym roku przeszedł do Spartaka Kostroma. W 1991 powrócił do Szynnika Jarosław. Na początku 1992 został zaproszony przez trenera Anatolija Zajajewa do Tawrii Symferopol. 7 marca 1992 roku debiutował w Wyszczej Lidze w meczu z Torpedem Zaporoże (2:0). Latem 1992 ponownie wrócił do Szynnika Jarosław. W 1993 został piłkarzem Giganta Woskriesiensk. Drugą połowę sezonu 1994 bronił barw Spartaka Kostroma. Na początku 1995 przeniósł się do klubu Kosmos Dołgoprudnyj. W 1997 roku w wieku 37 lat zakończył karierę piłkarską w zespole Spartak Łuchowicy.

## Sukcesy i odznaczenia

### Sukcesy klubowe
- mistrz Ukrainy: 1992

### Odznaczenia
- nagrodzony tytułem Mistrza Sportu Ukrainy.